# Liste der Einträge im National Register of Historic Places im Grant County (Washington)
Diese Liste der Einträge im National Register of Historic Places im Grant County (Washington) enthält alle im Grant County, Washington in das National Register of Historic Places eingetragenen Gebäude, Bauwerke, Objekte, Stätten oder historischen Distrikte.
Diese Liste entspricht dem Bearbeitungsstand des National Park Service/National Register of Historic Places vom 16. August 2024.

## Legende
| NRHP | Historic Place |

## Aktuelle Einträge
| [ 2 ] | Name                                                           | Bild                              | Eintragsdatum                  | Lage                                                  | Ort          | Beschreibung |
| ----- | -------------------------------------------------------------- | --------------------------------- | ------------------------------ | ----------------------------------------------------- | ------------ | ------------ |
| 1     | Bell Hotel                                                     | Bell Hotel                        | 15. Sep. 1997 ID-Nr. 97001082  | 210 W. Division St. 47° 19′ 14″ N, 119° 33′ 4″ W      | Ephrata      |              |
| 2     | Beverly Railroad Bridge                                        | Beverly Railroad Bridge           | 16. Juli 1982 ID-Nr. 82004214  | über den Columbia River 46° 49′ 52″ N, 119° 56′ 54″ W | Beverly      |              |
| 3     | Columbia Basin Project Irrigation Division Headquarters Office | weitere Bilder                    | 21. Juni 2019 ID-Nr. 100004099 | 32 C St. NW 47° 19′ 17″ N, 119° 33′ 10,4″ W           | Ephrata      |              |
| 4     | Grant County Courthouse                                        | weitere Bilder                    | 5. Sep. 1975 ID-Nr. 75001850   | C St., NW 47° 19′ 19″ N, 119° 33′ 8″ W                | Ephrata      |              |
| 5     | Hartline School                                                | Hartline School                   | 7. Jan. 2010 ID-Nr. 09001217   | 92 Chelan Street 47° 41′ 12″ N, 119° 6′ 30″ W         | Hartline     |              |
| 6     | Lind Coulee Archaeological Site                                | Lind Coulee Archaeological Site   | 21. Jan. 1974 ID-Nr. 74001953  | Adresse nicht veröffentlicht                          | Warden       |              |
| 7     | Mesa 36                                                        | Mesa 36                           | 8. Dez. 1978 ID-Nr. 78002744   | Adresse nicht veröffentlicht                          | Soap Lake    |              |
| 8     | Paris Archeological Site                                       |                                   | 20. Sep. 1978 ID-Nr. 78002743  | Adresse nicht veröffentlicht                          | Richland     |              |
| 9     | Samuel and Katherine Reiman House                              | Samuel and Katherine Reiman House | 17. Dez. 2008 ID-Nr. 08001201  | 415 F. St. SW. 47° 14′ 1,3″ N, 119° 51′ 39,6″ W       | Quincy       |              |
| 10    | Stratford School                                               | Stratford School                  | 25. Okt. 1990 ID-Nr. 90001606  | kurz hinter der WA 7 47° 25′ 36″ N, 119° 16′ 23,6″ W  | Stratford    |              |
| 11    | Wilson Creek State Bank                                        | Wilson Creek State Bank           | 25. Sep. 1975 ID-Nr. 75001851  | an der WA 7 47° 25′ 23″ N, 119° 7′ 14″ W              | Wilson Creek |              |